# 다치아

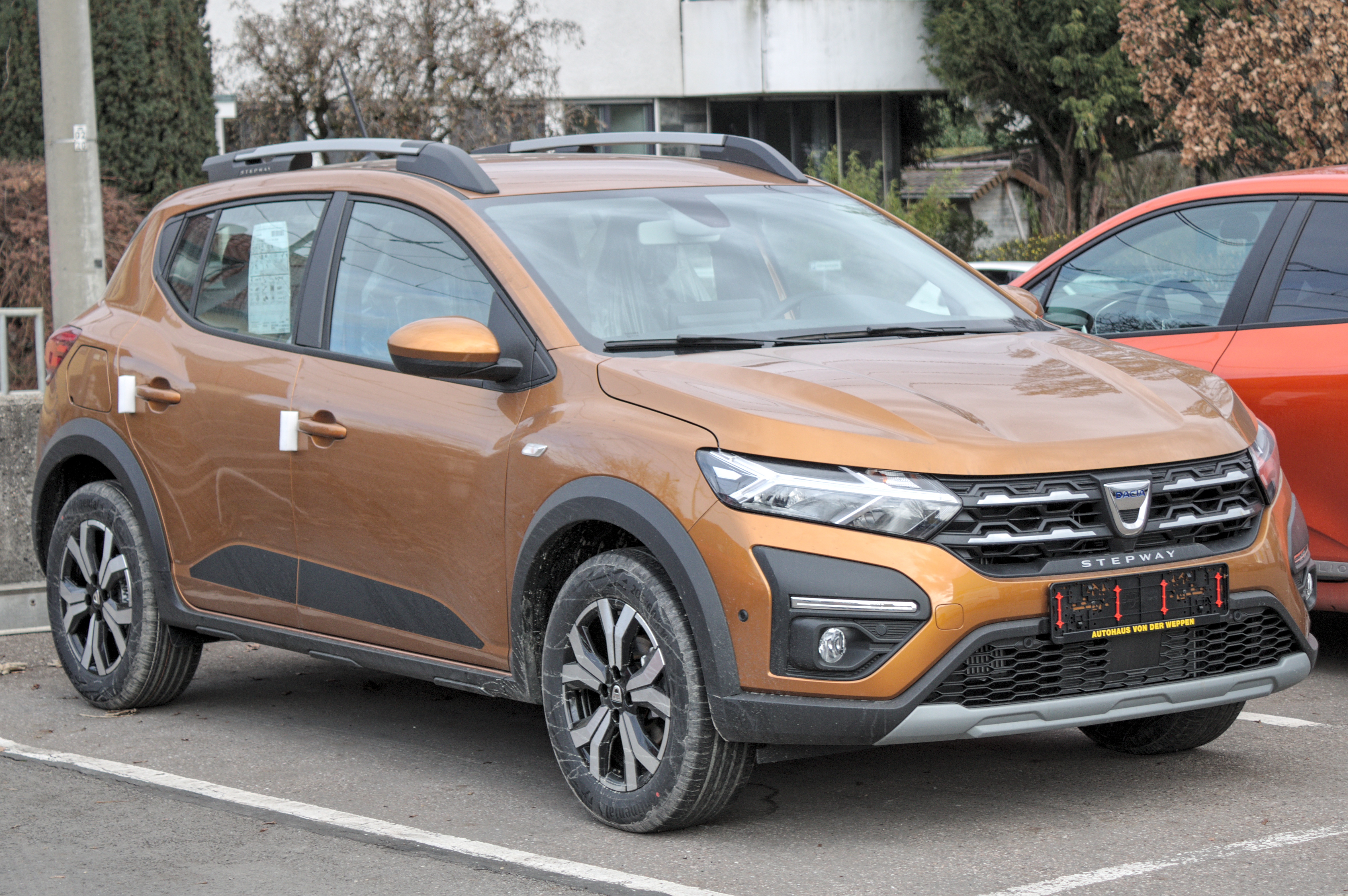
다치아 산데로 스텝웨이 (2020)

다치아(루마니아어: Dacia, Automobile Dacia S.A.)는 1966년에 설립된 루마니아의 자동차 제조 회사이다. 르노 그룹에 속한다.